# Hermann von Ihering
Pour les articles homonymes, voir Ihering.
Hermann von Ihering (Hermann Friedrich Ibrecht von Ihering) est un zoologiste allemand, ornithologue et malacologue, né le 9 octobre 1850 à Kiel et mort le 24 février 1930 à Büdingen (Hesse).

## Biographie
Il est le fils aîné de Rudolf von Jhering, juriste et professeur à l’université de Göttingen. Il étudie à Giessen, Leipzig et Berlin. À 18 ans, il suit son père, nommé à Vienne. Durant la guerre de 1870, il est enrôlé dans le 117e régiment d'infanterie (de) de Darmstadt et sert au Lazaret. Après l’obtention de son diplôme de médecine, il étudie la zoologie et la géologie, il obtient son doctorat en 1876. Il devient assistant à l’institut de zoologie de Göttingen, puis à Erlangen en 1876 et, enfin, à Leipzig en 1878 où il est privatdozent en zoologie.
En 1880, il part au Brésil pour un séjour qui durera trente ans. Ihering s’installe dans la colonie allemande de Rio Grande (Rio Grande do Sul) à l’est de São Leopoldo. Il fait des récoltes de spécimens d’histoire naturelle, notamment des oiseaux pour le British Museum ainsi que pour le comte Hans von Berlepsch (1850-1915), des œufs pour Adolph Nehrkorn (de) (1841-1916) et des araignées pour le comte Graf Eugen Von Keyserling (1833-1889). Il récolte également des mollusques d'eau douce dont plusieurs espèces nouvelles.
Après avoir pratiqué quelques années comme médecin puis avoir été l’éditeur d’un journal allemand de Porto Alegre, il devient, en 1883, voyageur naturaliste pour le compte du muséum national de Rio de Janeiro. Dix ans plus tard, en 1895 Ihering devient le directeur du Museu Paulista de l’État de São Paulo, une fonction qu’il va conserver vingt-trois ans. Il fait construire le jardin botanique et les locaux du muséum.
Un différend avec le gouverneur (vraisemblablement lié au contexte politique de la première guerre mondiale, le Brésil déclarera la guerre à l'Allemagne le 26 octobre 1917) le contraint à démissionner en 1916. En 1920, il retrouve un poste similaire au muséum de Florianópolis dans l’État de Santa Catarina. Il quitte le Brésil quatre ans plus tard et retourne en Allemagne. Il devient professeur honoraire à l’université de Göttingen et finit ses jours à Büdingen.
Ihering est l’auteur d’une œuvre importante : plus de 310 titres (dont une vingtaine consacrée à l’ornithologie et une trentaine à la malacologie). Il est fait membre correspondant ou honoraire de plus de 30 académies et sociétés savantes à travers le monde. Cinq genres et plus de cent espèces lui ont été dédiés.
Son fils est le naturaliste Rodolpho von Ihering (de) (1883-1939).

## La malacologie
Les travaux d'Hermann von Ihering font référence dans le domaine de la malacologie,, plusieurs espèces de gastéropodes et de bivalves portent son nom (il a été le premier à les décrire) ou lui ont été dédiées (le second nom latin de l’appellation binominale de l'espèce dérive du nom Ihering) et une revue scientifique Iheringia, Série Zoologia  (ISSN 0073-4721), éditée par le Muséum de Sciences Naturelles de la Fondation Zoo-Botanique de Rio Grande (Rio Grande do Sul, Brésil), porte son nom.
Durant son séjour au Brésil, Hermann von Ihering a étudié les mollusques d'eau douce, notamment les bivalves, principalement collectés dans le rio dos Sinos (entre Taquara et São Leopoldo) et ses affluents principaux comme le rio Paranhana. Fondateur et premier directeur du Museu Paulista de l'Université de São Paulo, il y organise la collection de malacologie et publie plus de 35 articles scientifiques sur le sujet.
Les spécimens de mollusques d'eau douce qu'il a récoltés sont aujourd'hui présents dans les collections de plusieurs muséums d'histoire naturelle : celle du Museu de Zoologia da Universidade de São Paulo (MZUSP) au Brésil, celle du Stuttgart Museum für Naturgeschichte (SMNS) en Allemagne, celle du Senckenberg Museum de Frankfurt am Main (SBMF) en Allemagne, celle du National Museum of Natural History de Washington (NMNH) aux États-Unis, celle du Natural History Museum de Londres (BMNH) au Royaume-Uni et celle du Muséum National d'Histoire Naturelle de Paris (MNHN) en France.

## Espèces dédiées ou portant son nom
- Mammifère :
  - Monodelphis iheringi par Michael Rogers Oldfield Thomas (1858-1929) en 1888.
  - Oxymycterus iheringi par le même en 1896.
  - Proechimys iheringi  par le même en 1911.
- Oiseau :
  - Myrmidon d'Ihering – Myrmotherula iheringi – par Emilia Snethlage (1868-1929) en 1914.
  - Tyranneau d'Ihering – Phylloscartes difficilis – décrit par Hermann von Ihering et son fils Rodolfo.
- Amphibien :
  - Phyllomedusa iheringii par George Albert Boulenger (1858-1937) en 1885.
  - Enyalius iheringii par George Albert Boulenger (1858-1937) en 1885.
- Poisson :
  - Bryconamericus iheringii (nl) par George Albert Boulenger (1858-1937) en 1887.
  - Pseudobunocephalus iheringii (nl) par le même en 1891.
- Insecte :
  - Wasmannia iheringi (nl), Camponotus iheringi (nl) et Solenopsis iheringi (nl) par Auguste Forel (1848-1931) en 1908.
  - Ceroplastes iheringi (sv)  par Theodore Dru Alison Cockerell (1866-1948) en 1895.
  - Octostruma iheringi (nl) et Trachymyrmex iheringi (nl) par Carlo Emery (1848-1925) en 1888.
  - Zoniopoda iheringi (nl) par François Jules Pictet de La Rive (1809-1872) et Henri de Saussure (1829-1905) en 1887.
- Araignée :
  - Steatoda iheringi (nl) par Graf Eugen Von Keyserling (1833-1889) en 1886.
  - Grammostola iheringi (nl) par le même en 1891.
- Diplopode :
  - Epistreptus iheringii (sv), Spirostreptus iheringii (sv) et Hemigymnostreptus iheringii (sv) par Henri W. Brölemann (1860-1933) en 1902.
- Brachiopode :
  - Branchinecta iheringi (sv) par Vilhelm Lilljeborg (1816-1908) en 1889.
- Crustacé :
  - Macrobrachium iheringi (nl)  par Arnold Edward Ortmann (1863-1927).
- Mollusque :
  - Castalia martensi (Ihering, 1891).
  - Potamolithus kusteri (Ihering, 1893).
  - Diplodon martensi (lhering, 1893).
  - † Corbicula sehuena (Ihering, 1907)[5].
  - Entodina desbyi (Ihering, 1912).
  - Anodontites iheringi (Clessin, 1882).
  - Potamolithus iheringi (Pilsbry, 1896).
  - Happia iheringi (Clessin, 1888).
  - Scolodonta iheringi (Pilsbry, 1900).
  - Streptaxis iheringi (Thiele, 1927).
  - Alcadia iheringi (Wagner, 1910).
- Nématode :
  - Oligacanthorhynchus iheringi par Lauro Pereira Travassos (pt) (1890-1970) en 1917.